# Clare and Gilbert Valleys Council
Koordinaten: 33° 50′ S, 138° 37′ O

Der District Council of Clare and Gilbert Valleys ist ein lokales Verwaltungsgebiet (LGA) im australischen Bundesstaat South Australia. Das Gebiet ist 1.840 km² groß und hat etwa 9000 Einwohner (2016).
Die Clare and Gilbert Valleys gehören zur Lower-North-Region von South Australia und liegen etwa 120 Kilometer nördlich der Metropole Adelaide. Das Gebiet beinhaltet 49 Ortsteile und Ortschaften:
| - Anama - Armagh - Auburn - Barinia - Benbournie - Black Springs - Boconnoc Park - Bungaree - Clare | - Clare North - Donnybrook - Giles Corner - Gillentown - Hill River, - Hilltown - Kooramo - Leasingham | - Lower Skilly - Manoora - Marrabel - Merildin - Mintaro - Morella - Mulkirri - Navan | - Penwortham - Peters Hill - Polish Hill River - Rhynie - Rices Creek - Riverton - Saddleworth - Sevenhill | - Skilly (Higher/Lower) - Spring Farm - Spring Gully - Stanley Flat - Steelton - Stockport - Tarlee - Tarnma | - Tatkana (Siding) - Tothill Belt - Tothill Creek - Undalya - Waterloo - Watervale - White Hut - Woolshed Flat |

## Verwaltung
Der Verwaltungssitz des Councils befindet sich in der Ortschaft Clare im Nordwesten der LGA, wo etwa 3300 Einwohner leben (2016). Der Council von Clare und Gilbert Valleys hat zehn Mitglieder, die neun Councillor und der Vorsitzende und Mayor (Bürgermeister) des Councils werden von den Bewohnern der LGA gewählt. Clare und Gilbert Valleys ist nicht in Bezirke untergliedert.